# Iliašovce
Iliašovce (allemand : Sperndorf) est un village de Slovaquie situé dans la région de Košice.

## Histoire
Première mention écrite du village en 1263.

## Démographie

### Évolution de la population
| Année:               | 1994. | 2004.   | 2014.   | 2024.   |
| -------------------- | ----- | ------- | ------- | ------- |
| Nombre de personnes: | 930   | 972     | 969     | 1011    |
| Différence:          |       | +4,51 % | -0,30 % | +4,33 % |

| Année:               | 2023. | 2024.   |
| -------------------- | ----- | ------- |
| Nombre de personnes: | 1012  | 1011    |
| Différence:          |       | -0,09 % |